# Bowdoinham
Bowdoinham ist eine Town im Sagadahoc County des Bundesstaates Maine in den Vereinigten Staaten. Im Jahr 2020 lebten dort 3047 Einwohner in 1366 Haushalten auf einer Fläche von 101,53 km².

## Geographie
Nach dem United States Census Bureau hat Bowdoinham eine Gesamtfläche von 101,53 km², von der 89,10 km² Land sind und 12,43 km² aus Gewässern bestehen.

### Geographische Lage
Bowdoinham liegt zentral im Sagadahoc County. Der Kennebec River, der entlang der östlichen Grenze von Bowdoinham in südliche Richtung fließt, bildet an dieser Stelle die Merrymeeting Bay. Weitere Seitenarme des Kennebec Rivers ragen in das Gebiet der Town. Die Oberfläche des Gebietes ist eben, ohne nennenswerte Erhebungen.

### Nachbargemeinden
Alle Entfernungen sind als Luftlinien zwischen den offiziellen Koordinaten der Orte aus der Volkszählung 2010 angegeben.
- Norden: Richmond, 9,7 km
- Nordosten: Perkins, Unorganized Territory, 6,3 km
- Osten: Woolwich, 11,4 km
- Südosten: Bath, 11,6 km
- Süden: Topsham, 10,5 km
- Westen: Bowdoin, 9,3 km

### Stadtgliederung
In Bowdoinham gibt es mehrere Siedlungsgebiete: Bowdoinham, Cathance Point, East Bowdoinham und Harwards.

### Klima
Die mittlere Durchschnittstemperatur in Bowdoinham liegt zwischen −6,7 °C (20 °F) im Januar und 21,1 °C (70 °F) im Juli. Damit ist der Ort gegenüber dem langjährigen Mittel der USA um etwa 9 Grad kühler. Die Schneefälle zwischen Oktober und Mai liegen mit bis zu zweieinhalb Metern mehr als doppelt so hoch wie die mittlere Schneehöhe in den USA; die tägliche Sonnenscheindauer liegt am unteren Rand des Wertespektrums der USA.

## Geschichte
Die Besiedlung durch europäische Siedler startete bereits 1623. Wie viele andere Ansiedlungen zu der Zeit, wurde auch diese von Indianern überfallen, so dass es zunächst zu keiner dauerhaften Ansiedlung kam. Zur Town wurde Bowdoinham am 18. September 1762.
Teile der Gardinerston Plantation wurden im Jahr 1779 hinzugenommen, das Gebiet von Patten`s Point wurde im Jahr 1787 an Topsham abgegeben und andere Teile von Topsham wurden im Jahr 1830 eingegliedert. Teile von Litchfield wurden 1817 hinzugenommen und im Jahr 1823 wurden Gebiete an Richmond abgegeben.

### Einwohnerentwicklung
| Volkszählungsergebnisse – Town of Bowdoinham, Maine | Volkszählungsergebnisse – Town of Bowdoinham, Maine | Volkszählungsergebnisse – Town of Bowdoinham, Maine | Volkszählungsergebnisse – Town of Bowdoinham, Maine | Volkszählungsergebnisse – Town of Bowdoinham, Maine | Volkszählungsergebnisse – Town of Bowdoinham, Maine | Volkszählungsergebnisse – Town of Bowdoinham, Maine | Volkszählungsergebnisse – Town of Bowdoinham, Maine | Volkszählungsergebnisse – Town of Bowdoinham, Maine | Volkszählungsergebnisse – Town of Bowdoinham, Maine | Volkszählungsergebnisse – Town of Bowdoinham, Maine |
| Jahr                                                | 1700                                                | 1710                                                | 1720                                                | 1730                                                | 1740                                                | 1750                                                | 1760                                                | 1770                                                | 1780                                                | 1790                                                |
| --------------------------------------------------- | --------------------------------------------------- | --------------------------------------------------- | --------------------------------------------------- | --------------------------------------------------- | --------------------------------------------------- | --------------------------------------------------- | --------------------------------------------------- | --------------------------------------------------- | --------------------------------------------------- | --------------------------------------------------- |
| Einwohner                                           |                                                     |                                                     |                                                     |                                                     |                                                     |                                                     |                                                     |                                                     |                                                     | 455                                                 |
| Jahr                                                | 1800                                                | 1810                                                | 1820                                                | 1830                                                | 1840                                                | 1850                                                | 1860                                                | 1870                                                | 1880                                                | 1890                                                |
| Einwohner                                           | 792                                                 | 1412                                                | 2259                                                | 2061                                                | 2402                                                | 2382                                                | 2343                                                | 1804                                                | 1681                                                | 1508                                                |
| Jahr                                                | 1900                                                | 1910                                                | 1920                                                | 1930                                                | 1940                                                | 1950                                                | 1960                                                | 1970                                                | 1980                                                | 1990                                                |
| Einwohner                                           | 1305                                                | 1385                                                | 1030                                                | 904                                                 | 915                                                 | 1039                                                | 1131                                                | 1294                                                | 1828                                                | 2192                                                |
| Jahr                                                | 2000                                                | 2010                                                | 2020                                                | 2030                                                | 2040                                                | 2050                                                | 2060                                                | 2070                                                | 2080                                                | 2090                                                |
| Einwohner                                           | 2612                                                | 2889                                                | 3047                                                |                                                     |                                                     |                                                     |                                                     |                                                     |                                                     |                                                     |

## Kultur und Sehenswürdigkeiten

### Bauwerke
In Bowdoinham wurden mehrere Bauwerke unter Denkmalschutz gestellt und ins National Register of Historic Places aufgenommen.
- Butterfield-Sampson House, 1996 unter der Register-Nr. 96001190.[9]
- Robert P. Carr House, 1990 unter der Register-Nr. 90001904.[10]
- Viola Coombs House, 1991 unter der Register-Nr. 91001816.[11]
- Cornish House, 1980 unter der Register-Nr. 80000250.[12]
- Harward Family House, 1996 unter der Register-Nr. 96001038.[13]

## Wirtschaft und Infrastruktur

### Verkehr
Die Interstate 295 verläuft in nordsüdlicher Richtung durch den westlichen Teil der Town und die Maine State Route 24 ebenfalls in nordsüdlicher Richtung durch den östlichen Teil, parallel zum Kennebec River.

### Öffentliche Einrichtungen
In Bowdoinham gibt es keine medizinischen Einrichtungen oder Krankenhäuser. Nächstgelegene Einrichtungen für die Bewohner von Bowdoinham befinden sich in Bath und Brunswick.
In Bowdoinham befindet sich die Bowdoinham Public Library. Sie wurde 1910 gegründet und steht auch den Bewohnern der umliegenden Towns zur Verfügung.

### Bildung
Bowdoinham gehört mit Bowdoin, Harpswell und Topsham zum Maine School Administrative District 75, Regional School Unit 75.
Im Schulbezirk werden mehrere Schulen angeboten:
- Harpswell Community School in Harpswell, mit den Schulklassen Kindergarten bis 5
- Bowdoinham Community School in Bowdoinham, mit den Schulklassen Kindergarten bis 5
- Bowdoin Central School in Bowdoinham, mit den Schulklassen Kindergarten bis 5
- Williams-Cone School in Topsham, mit den Schulklassen Kindergarten bis 5
- Woodside Elementary School in Topsham, mit den Schulklassen Kindergarten bis 5
- Mt Ararat Middle School in Topsham, mit den Schulklassen 6 bis 8
- Mt Ararat High School in Topsham, mit den Schulklassen 9 bis 12

## Persönlichkeiten

### Söhne und Töchter der Stadt
- Robert Browne Hall (1858–1907), Komponist, Dirigent und Kornettist
- Frank Sandford (1862–1948), Prediger, Prophet und Gemeinschaftsgründer

### Persönlichkeiten, die vor Ort gewirkt haben
- Ebenezer Herrick (1785–1839), Komponist, Dirigent und Kornettist